# گودی‌پران بازی (فیلم)
«گودی‌پران بازی» (انگلیسی: Patang (film)) یک فیلم است که در سال ۱۹۹۳ منتشر شد.